# Добрин (Добричская область)
Добрин (болг. Добрин) — село в Болгарии. Находится в Добричской области, входит в общину Крушари. Население составляет 172 человека.

## Политическая ситуация
Добрин подчиняется непосредственно общине и не имеет своего кмета.
Кмет (мэр) общины Крушари — Добри Стоянов Стефанов (Движение за права и свободы (ДПС)) по результатам выборов.